# Intel Desktop Board D5400XS
La Intel Desktop Board D5400XS è la prima scheda madre sviluppata da Intel come base della piattaforma desktop Intel Dual Socket Extreme più conosciuta con il nome in codice Skulltrail) e destinata alla fascia più alta del mercato, ed è stata presentata contestualmente al lancio di tale piattaforma il 20 febbraio 2008.

## Premessa sulla piattaforma Skulltrail
Intel ha inizialmente sviluppato la piattaforma Skulltrail per contrastare l'analoga soluzione proposta a fine 2006 da AMD, e conosciuta con il nome di 4x4 (o anche Quad FX).
In realtà Skulltrail partiva già avvantaggiata in quanto poteva ospitare 2 CPU a 4 core rispetto alle 2 CPU dual core della rivale (e per sottolineare tale caratteristica Intel ha per un certo tempo chiamato la sua piattaforma anche con il nome di Intel V8). Lo sviluppo di 4x4 però è stato poi interrotto da parte di AMD il 30 novembre 2007 per poter indirizzare tutte le risorse interne verso le piattaforme Spider basate sul nuovo processore Phenom. Il 2007 è stato infatti per AMD un anno nero con continui ritardi dei nuovi prodotti e soprattutto prestazioni non all'altezza delle aspettative. Da qui la decisione di non disperdere gli investimenti in soluzioni pensate per piccole nicchie di mercato.
Sebbene non fosse più strettamente necessario il lancio della piattaforma Skulltrail, il produttore aveva comunque ormai in gran parte completato il suo sviluppo ed è quindi stato deciso di presentarla ugualmente.

## Caratteristiche tecniche
La piattaforma Skulltrail al momento è basata su un'unica scheda madre, la "Intel Desktop Board D5400XS" appunto. Essa è realizzata su un PCB a 10 strati e ha dimensioni di 33x30,5 cm, pari cioè a quelle per il mercato server e workstation e infatti il suo sviluppo deriva proprio da questo tipo di soluzioni, come testimoniano le sue caratteristiche, in tutto e per tutto simili a quelle presenti anche in tali prodotti.
Innanzitutto si tratta di una scheda madre a doppio socket, e in particolare può ospitare 2 processori su Socket 771, tipico delle soluzioni Xeon DP (per sistemi biprocessore. Anche il chipset è lo stesso adottato sulle schede madri server contemporanee, si tratta dell'i5400 Seaburg che offre il supporto alla memoria FB-DIMM (a 667 MHz o 800 MHz) in configurazione quad channel al posto della usuale DDR3 per i sistemi desktop tradizionali.
Le 2 CPU sono collegate al northbridge del chipset mediante 2 collegamenti indipendenti, al pari di quanto introdotto dai chipset predecessori di Seaburg, ma è stato disabilitato il supporto alla tecnologia di risparmio energetico SpeedStep dei processori in quanto su tale piattaforma porta a blocchi di sistema, e di conseguenza anche il consumo massimo del sistema ne risente.

### Principali differenze con le schede madri per server
Alcune differenze rispetto alle schede madri sa server comunque ci sono: innanzitutto, sebbene la scheda sia in grado di ospitare qualunque processore Xeon DP basato sul socket 771, per un totale (al momento del lancio) di ben 43 modelli diversi (tra dual core e quad core) basati sui core Clovertown e Harpertown, Intel consiglia l'utilizzo di una particolare versione del processore desktop Core 2 Extreme basato su core Yorkfield e conosciuto con il processor number di QX9775, che a differenza dei corrispondenti modelli basati su Socket 775, è anch'esso basato sul Socket 771. In secondo luogo, la scheda D5400XS è la prima scheda madre di Intel a supportare la tecnologia Scalable Link Interface di NVidia, oltre a quello ormai storico per la CrossFire di ATI Technologies/AMD.
Il supporto alla tecnologia SLI non è stato ottenuto grazie a concessioni di licenza (al pari di quanto fatto per la tecnologia concorrente), ma attraverso l'installazione di 2 chipset distinti: quello Intel per la gestione generale del sistema, e uno di NVidia (chiamato nForce 100) dedicato alla gestione dei 4 slot PCI Express x16. La scheda D5400XS è pertanto, al momento attuale, l'unica che permette di utilizzare alternativamente tecnologia SLI di NVidia oppure CrossFire di ATI.
Oltre ai 4 slot PCI Express x16, sono presenti anche 2 tradizionali slot PCI a 32 bit. Per poter raffreddare adeguatamente alcuni componenti della piattaforma, tra i quali il chipset Seaburg, Intel ha dovuto sviluppare un sistema di raffreddamento particolarmente complesso: tutta la circuiteria di alimentazione del processore è dissipata da una serie di radiatori passivi in rame, mentre un dissipatore specifico è montato sul northbridge del chipset. Un secondo dissipatore, dotato però di ventola da 60 mm (tra l'altro molto rumorosa in quanto ruota ad alta velocità) e posizionato dietro gli slot PCI Express, ricopre interamente il southbridge e il bridge nForce 100.
La presenza di 4 soli slot memoria limita la quantità massima della stessa a 8 GB; si tratta di un quantitativo ampiamente sufficiente per la maggior parte degli utenti, ma che potrebbe risultare insufficiente se paragonata alla potenza che sono in grado di fornire 2 CPU quad core e 4 schede video, e di conseguenza in alcuni scenari di utilizzo potrebbe essere un quantitativo sotto dimensionato.
L'audio è gestito dal chip Sigmatel STAC9274, presente già su altre schede madri Intel di classe server. Si tratta di un chip considerato tra i migliori per l'audio integrato e in grado anche di offrire un'uscita ottica presente infatti sulla scheda. Oltre a questo è disponibile il supporto di 6 porte SATA e 10 porte USB 2.0 di cui alcune disponibili solo attraverso una scheda aggiuntiva da collegare alla scheda madre.
Il pannello delle connessioni posteriori raccoglie inoltre la porta Gigabit Lan 82573L, 2 Firewire, 2 eSATA e audio a 7.1 canali (gestito ovviamente dal chip Sigmatel), con connessioni sia analogiche che digitali, ma non sono presenti le porte PS/2, per tastiera e mouse, oltre alle seriali o alla parallela. Tra le ulteriori peculiarità di questa scheda madre da evidenziare la tecnologia di alimentazione, che prevede un connettore a 24 pin e due connettori da 8 pin.

#### Dettagli sull'implementazione della tecnologia SLI
Il northbridge Intel non dispone di abbastanza linee PCI Express per gestire 4 slot x16, e quindi il compito dei chip nForce 100 presenti sulla scheda madre (in realtà sono 2 identici) è quello di fungere da switch del segnale PCI Express. Le 32 linee che escono dal northbridge, sono divise in 2 canali x16 ciascuno collegato ad un chip nForce 100 il quale ripartisce dinamicamente le 16 linee tra i 2 slot ad esso collegati. La conseguenza è che ogni slot dal punto di vista della scheda video collegata ha comunque un collegamento 16x elettrico.
Quando sono collegate solo 2 schede video, ognuna può utilizzare un collegamento a 16 linee; se invece ne vengono collegate 4, ciascuna continua a poter utilizzare un collegamento a 16 linee ma ne deve condividere l'ampiezza di banda con l'altra scheda video presente nello slot adiacente e gestito dallo stesso chip nForce 100 che ha proprio la funzione di allocare dinamicamente la banda tra le 2 schede video ad esso collegate.
In ogni caso, si tratta comunque sempre di slot PCI Express di prima generazione; l'nForce 100 ha un'architettura molto simile a quella dell'nForce 200 utilizzato da NVidia nei propri chipset nForce 780i SLI, con la differenza che quest'ultimo gestisce segnali del tipo PCI Express 2.0.

## 4 Schede Video, ma solo di fascia media
Il supporto a 4 schede video operanti in parallelo dovrebbe consentire prestazioni molto elevate ai sistemi basati su questa scheda madre ma lo spazio tra i vari slot è molto limitato, e di conseguenza non è possibile installare 4 schede video di fascia più alta, in quanto al momento tali schede utilizzano tutte un sistema di raffreddamento che occupa 2 slot. Una tale limitazione progettuale in un sistema pensato per le massime prestazioni delude leggermente in quanto è possibile collegare fino a tre schede con dissipatore a doppio slot o 4 a singolo slot, ma queste ultime non appartengono attualmente alla fascia alta.
Per gli stessi problemi di spazio non è possibile installare nemmeno schede video "doppie" come per esempio le NVidia GeForce 7950 GX2, dotate cioè di 2 GPU per ogni scheda; è possibile che le future generazioni di schede video a 2 GPU riescano a contenere l'ingombro in un solo slot ma in ogni caso Intel non ha mai chiarito se è possibile installare 4 schede video di questo tipo.
Di certo si sa che tali sistemi non possono accogliere configurazioni "Triple SLI" ovvero formate da 3 schede video NVidia collegate tra loro (mentre la presenza delle 2 schede "singole", per esempio per gestire diversi output grafici è possibile). Per precisa volontà dell'azienda, possono essere installate solo 2 o 4 schede video.

## Potenziale di overclock
Alcuni laboratori indipendenti hanno provato a spingere al massimo la piattaforma Skulltrail alla ricerca delle massime prestazioni possibili tramite l'overclock dei processori. La scheda madre in questione risente pesantemente sotto questo fronte della sua derivazione server, in quanto sia il BIOS che il chipset non sono in grado di sostenere efficacemente tale situazione.
Intel ha tentato di sviluppare un BIOS ottimizzato appositamente per l'overclock del sistema offrendo all'utente praticamente qualsiasi regolazione possa servire durante tale pratica, eccetto una: per motivi non ancora resi noti, non è possibile agire sulla velocità della memoria RAM, e di conseguenza il tentativo di overcloccare processori diversi dal Core 2 Extreme che è l'unica famiglia di CPU Intel ad avere il moltiplicatore sbloccato, diventa molto più complicato dovendo agire sul BUS di sistema che inevitabilmente influisce anche sui banchi di memoria.

## Una scheda non adatta ai videogiochi
Uno degli obiettivi di Intel con la piattaforma Skulltrail e quindi con questa scheda madre era quello di offrire il massimo delle prestazioni anche in campo videoludico ma al momento sono pochissimi i software (e soprattutto i videogiochi) in grado di sfruttare adeguatamente la presenza di ben 8 core di processore.
Oltre a questo, è possibile evidenziare che alcune scelte progettuali a cui è stata costretta Intel stanno di fatto frenando le prestazioni e il calo fisiologico dei prezzi di questo tipo di soluzioni.
Tra tutte, è possibile citare l'utilizzo della memoria FB-DIMM che a parità di dimensione rispetto ad una tradizionale DDR2, costa e consuma di più, oltre ad essere più lenta. Tutto questo è dovuto al fatto che essa integra un maggior numero di protocolli di correzione degli errori e, mentre tale caratteristica rappresenta un valore aggiunto per quanto riguarda l'integrità dei dati, le prestazioni sono inferiori, e i controlli non possono essere esclusi. Rispetto ad una DDR3 invece al momento il limite è solo nelle prestazioni dato che il costo è inferiore, ma si tratta comunque di una situazione di mercato transitoria dovuta in gran parte allo scarso numero di moduli DDR3 commercializzati al momento.
Oltre a questo, l'utilizzo del chipset per server i5400 Seaburg, non aiuta a sfruttare a pieno le potenzialità delle 2 CPU e delle schede video in quanto è stato originariamente progettato per un settore in cui la completa stabilità è il requisito fondamentale, anche a costo di un leggero calo delle prestazioni finali. È da questa scelta, oltre a quella della memoria, che deriva lo scarso potenziale in overclock della scheda madre D5400XS.